# Senhor Jerónimo
Senhor Jerónimo é uma curta-metragem portuguesa, escrita e realizada por Inês de Medeiros.
A curta-metragem venceu dois prémios, no Festival Europeu de Curtas-Metragens de Brest e no Festival Internacional de Curtas-Metragens de Vila do Conde, e esteve nomeada a outros quatro, no Festival Internacional de Cinema do Algarve, no Festival Internacional de Cinema de Bruxelas, nos Prémios do Cinema Europeu e no Festival Internacional de Cinema de Molodist.

## Sinopse
Conta a história da confusão lançada por Jerónimo, um velho abandonado numa unidade hospitalar, ao encenar a sua própria morte.

## Elenco
- José Viana… Jerónimo
- Isabel de Castro… Ester
- Teresa Roby… Alice
- José Raposo… Pedro
- Raul Solnado… Santana
- Patrícia Tavares… Luísa
- Rogério Samora… Domingos
- Tânia Filipa Pereira… Nitinha
- Pedro André Carreira… Manuel
- João Bénard da Costa… Diretor